# آب‌انبار سلطان
آب‌انبار سلطان مربوط به دوره قاجار است و در اردکان، محله چرخاب، آب‌انبار سلطان واقع شده و این اثر در تاریخ ۱۲ دی ۱۳۸۶ با شمارهٔ ثبت ۲۰۴۶۶ به‌عنوان یکی از آثار ملی ایران به ثبت رسیده است.